# Heinrich Bernhard Rosenthal
Heinrich Bernhard Rosenthal (* 1829 in Frankfurt am Main; † 31. März 1876 in Wien) war ein deutscher Bankier und zusammen mit Leopold Sonnemann 1856 Mitgründer des Vorläufers der Frankfurter Zeitung.

## Leben und Werk
Der Bankier Rosenthal brachte ab 1853 für seine Kunden in Frankfurt am Main börsentäglich einen „Geschäftsbericht“ mit Börseninformationen heraus. Im Sommer 1856 wandte er sich an Sonnemann, da er sich für sein Informationsblatt, wegen des zunehmenden Publikumsinteresses an Börsendingen, eine breitere Öffentlichkeit wünschte. Er kam damit den Absichten seines Bankierskollegen Sonnemann entgegen. Beide publizierten ab 21. Juli 1856 in Frankfurt am Main das tägliche Börsenblatt „Frankfurter Geschäftsbericht“, das sie ab August des gleichen Jahres zeitungsähnlich gestalteten und als „Frankfurter Handelszeitung“ fortführten. Der Umfang beschränkte sich Anfangs auf vier Seiten. Mit Max Wirth wurde ein fester Redakteur eingestellt, publiziert wurden Wirtschafts- und Börsennachrichten, Kurstabellen, aber auch Berichte über das Weltgeschehen und Finanzanzeigen. Ein kleines Feuilleton fand einen Platz auf der ersten Seite. 
Vom 11. September 1857 an zeichnete Rosenthal gleichzeitig als Herausgeber und verantwortlicher Redakteur. Ab September 1859 nannte sich das gemeinsame Blatt „Neue Frankfurter Zeitung. Frankfurter Handelsblatt“, das in der zum 1. Januar 1860 neu gegründeten Frankfurter Societäts-Druckerei erschien. Anteilseigner waren neben Rosenthal und Sonnemann, die Unternehmer Ludwig Braunfels, Bernhard Docter und Johann Albrecht Vogtherr, der Direktor der Rhein-Main-Schleppschifffahrts-AG.
Im gleichen Jahr wurde mit Georg Friedrich Kolb ein politischer Redakteur eingestellt und ein Korrespondentennetz aufgebaut. Damit erschien die Zeitung dreimal täglich. Mit dem Einmarsch der preußischen Truppen in Frankfurt im Juli 1866 wurde die als antipreußisch geltende Zeitung verboten. Rosenthal schied, wie auch die anderen Gesellschafter aus der Societäts-Druckerei aus, Sonnemann wurde Alleineigentümer von Zeitung und Druckerei. Bereits vorher gab es Meinungsverschiedenheiten zwischen dem politisch neutralen Rosenthal, der die Börsenbericherstattung in den Vordergrund stellte und Sonnemann, der die Zeitung zu seinem politischen Sprachrohr machen wollte. Sonnermann emigrierte vorübergehend nach Stuttgart, von wo aus er die „Neue Deutsche Zeitung“ herausgab. Nach einer Kautionszahlung konnte die nun alleine Sonnemann gehörende Publikation ab 1. Dezember 1866 wieder erscheinen, sie nannte sich nun „Frankfurter Zeitung“ (FZ). 
1866 stellte Rosenthal – preußenkritisch wie Sonnemann – dem aus dem schweizerischen Exil zurückkehrenden Friedrich Stoltze für ein Jahr die ehemalige, großzügige Villa des Eisenwarenhändlers Johann Albert Zickwolff (Ecke Wendelsweg/Hühnerweg) als Domizil zur Verfügung.
Rosenthal war verheiratet mit Felicia Pringsheim (1836–1919), das Paar hatte vier Kinder.